# Mabel Lang
Mabel Louise Lang (* 12. November 1917 in Utica, New York; † 21. Juli 2010 in Bryn Mawr, Pennsylvania) war eine US-amerikanische Klassische Philologin, Althistorikerin und Klassische Archäologin.

Lang wuchs in Hamilton (New York) auf. Sie erwarb 1939 einen Bachelor-Abschluss an der Cornell University, 1940 einen Master-Abschluss am Bryn Mawr College, wo sie 1943 auch promoviert wurde. Im gleichen Jahr begann ihre Karriere in der Lehre am Bryn Mawr College, an dem sie seit 1971 Professorin für Altgriechisch (Paul Shorey Professor of Greek) war. Ihre Interessen galten der griechischen Geschichte und der Epigraphik. Sie trat 1988 in den Ruhestand.
Als wissenschaftliche Mitarbeiterin der American School of Classical Studies in Athen nahm sie an Ausgrabungen auf der Akropolis und der Agora teil. In den 1950er und 60er Jahren war sie an Ausgrabungen in Gordion, Türkei, und am Palast des Nestor, dem mykenischen Pylos, nahe der heutigen Stadt Pylos beteiligt.

## Ehrungen und Auszeichnungen
Lang wurde mit Ehrendoktoraten des College of the Holy Cross (1975), der Colgate University (1978) und des Hamilton College (1989) ausgezeichnet. Sie war Mitglied der American Philosophical Society, der American Academy of Arts and Sciences und des Deutschen Archäologischen Instituts.

## Schriften (Auswahl)
- The Athenian Citizen. American School of Classical Studies, Athen 1960, ISBN 087661604X.
- mit Margaret Crosby: Weights, measures and tokens. The Athenian Agora, Vol. 10, Athen 1964
- The frescoes. The Palace of Nestor at Pylos in Western Messenia Vol. 2, Princeton, Princeton University Press 1969
- Graffiti and Dipinti. The Athenian Agora, Vol. 21. American School of Classical Studies, Athen 1976, ISBN 0876612214.
- Waterworks in the Athenian Agora. American School of Classical Studies Athen, 1968, ISBN 0876616112.
- Socrates in the Agora. American School of Classical Studies, Athen, 1978, ISBN 0876616171.
- Herodotean narrative and discourse. Harvard University Press, Cambridge, Mass. 1984, ISBN 0-674-38985-9.
- Ostraka. The Athenian Agora, Vol. 25. American School of Classical Studies, Athen 1991, ISBN 0876612257.